# Frederik af Østrig-Teschen
Ærkehertug Frederik, hertug af Teschen (fulde navn: Friedrich Maria Albrecht Wilhelm Karl von Österreich, Herzog von Teschen; født 4. juni 1856 på slottet Groß Seelowitz nær Brno, Sydmähren, Østrig-Ungarn, død 30. juli 1936 i Mosonmagyaróvár, Ungarn) var medlem af Huset Habsburg-Lothringen og titulær hertug af Teschen. Ærkehertug Frederik var østrig-ungarsk feltmarskal, hærfører i 1. verdenskrig, storgodsejer og erhvervsmand.

## Forfædre
Ærkehertug Frederik var søn af Karl Ferdinand af Østrig (1818–1874), sønnesøn af Karl af Teschen (1771–1847) og oldesøn af den tysk-romerske kejser Leopold 2..

## Familie
Ærkehertug Frederik var gift med den fransk-belgiske prinsesse Isabella af Croÿ (1856–1931). Prinsesse Isabella var datter af en belgisk prinsesse af Ligne.
Ærkehertug Frederik og prinsesse Isabella fik ni børn. Flere af de otte døtre blev gift ind i tyske og italienske fyrstehuse. Sønnen Ærkehertug Albrecht 2. Franz, hertug af Teschen (1897–1966) blev medlem af de ungarske overhus.
1. ↑  Navnet er anført på svensk og stammer fra Wikidata hvor navnet endnu ikke findes på dansk.